# Zeemanlaboratorium
Het Zeemanlaboratorium is een voormalig natuurkundig laboratorium aan de Plantage Muidergracht, nummer 4, in de Nederlandse plaats Amsterdam. Het laboratorium, dat hoorde bij de Universiteit van Amsterdam (toen Gemeentelijke Universiteit), kwam als Laboratorium Physica gereed in 1923 en was ontworpen door Abel Antoon Kok voor de dienst Publieke Werken van de Gemeente Amsterdam. Het laboratorium, waarvoor prof. Pieter Zeeman (1865-1943) intensief had geijverd, maakte een einde aan het ruimtegebrek in het eerder gebouwde natuurkundig laboratorium op Plantage Muidergracht 6 en was bovendien speciaal ingericht voor de nauwkeurige magnetische en optische experimenten die werden uitgevoerd in de groep van Zeeman. Daartoe waren onder meer enkele trillingsvrije tafels opgesteld, waarvan de grootste een massa van 250 000 kg had en bestemd was voor de tralie die de Amerikaanse fysicus H A. Rowland speciaal voor Zeeman had gegraveerd.  In 1940 kreeg het instituut de naam van Zeeman.
Boven de ingangspartij bevindt zich een tableau met de tekst "ZEEMAN LABORATORIUM" en daaronder een raam met een gestileerde afbeelding van een lichtgolf en een door een prisma gebroken stralenbundel.
In de westelijke muur, aan het J.W. van Overloopplantsoen, is een fontein van John Rädecker ingebouwd.
In 2007 is, in het kader van het samenbrengen van de natuurkundige instituten op het Science Park, het gebouw door de Universiteit van Amsterdam afgestoten, en daarna omgebouwd tot appartementencomplex. Het gebouw is sinds 2001 een rijksmonument.

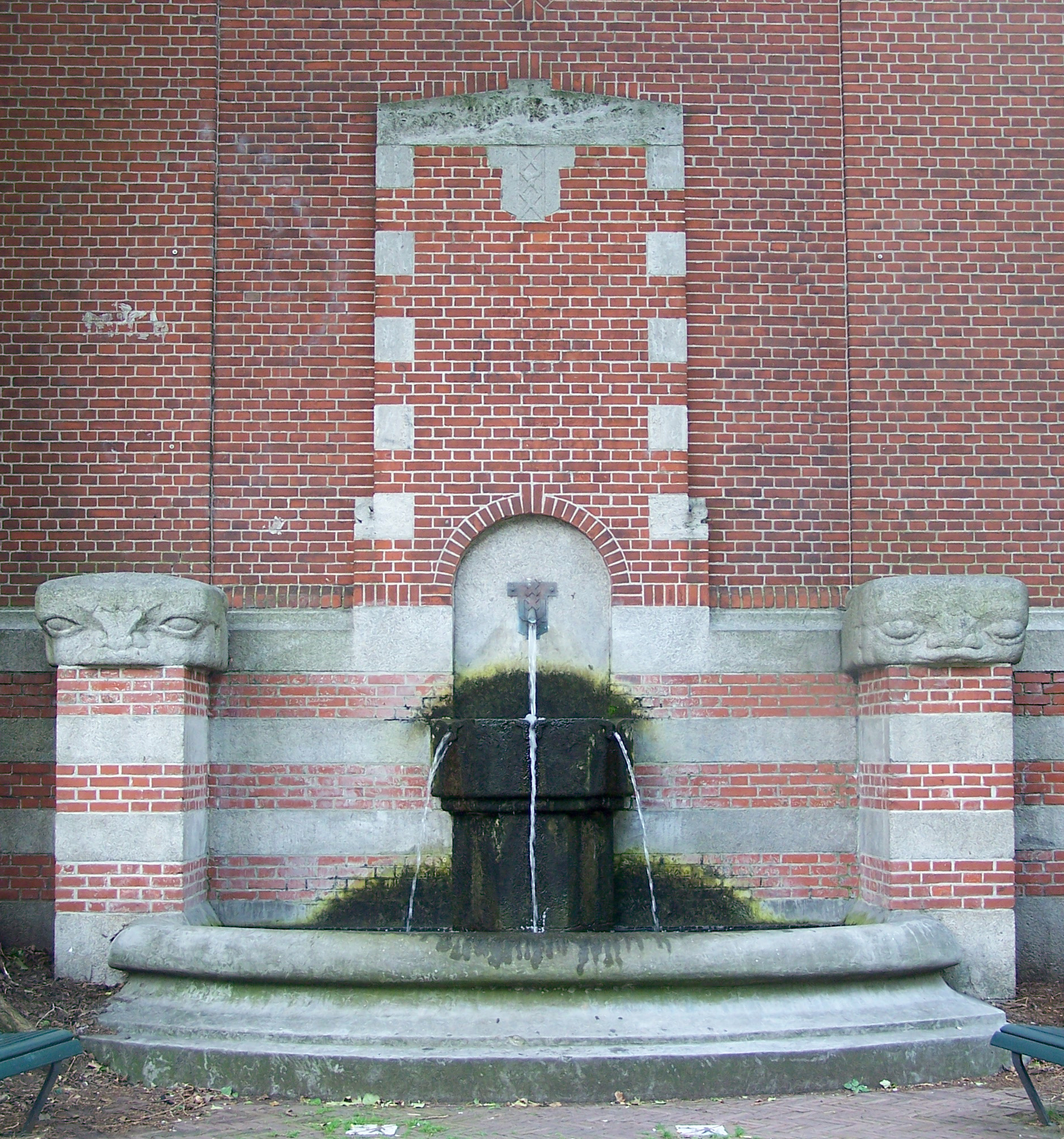
Fontein aan de westzijde van het gebouw
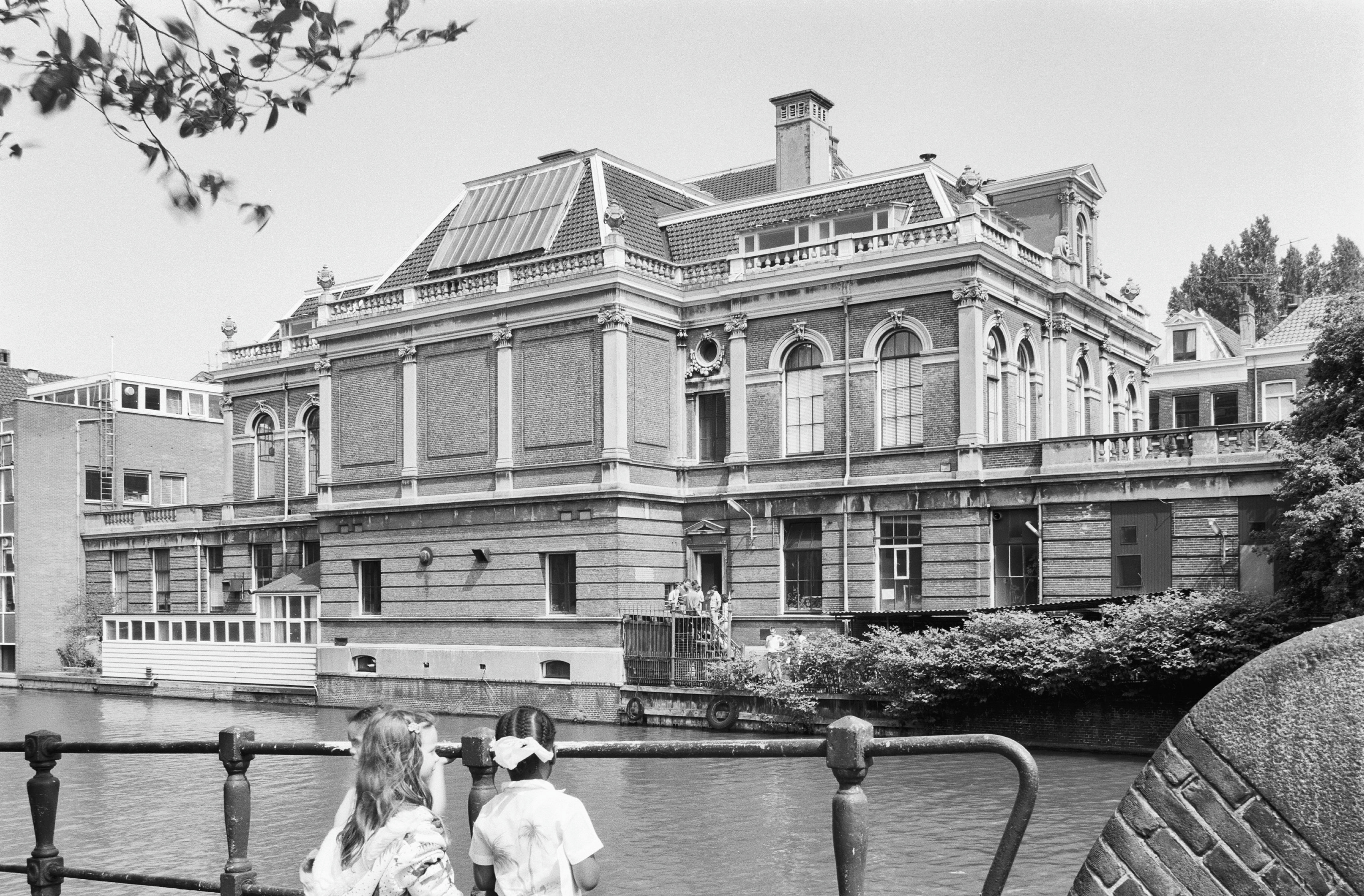
De achterzijde van het oudere pand op nr 6, met links het Zeemanlab.